# Teppichplatz

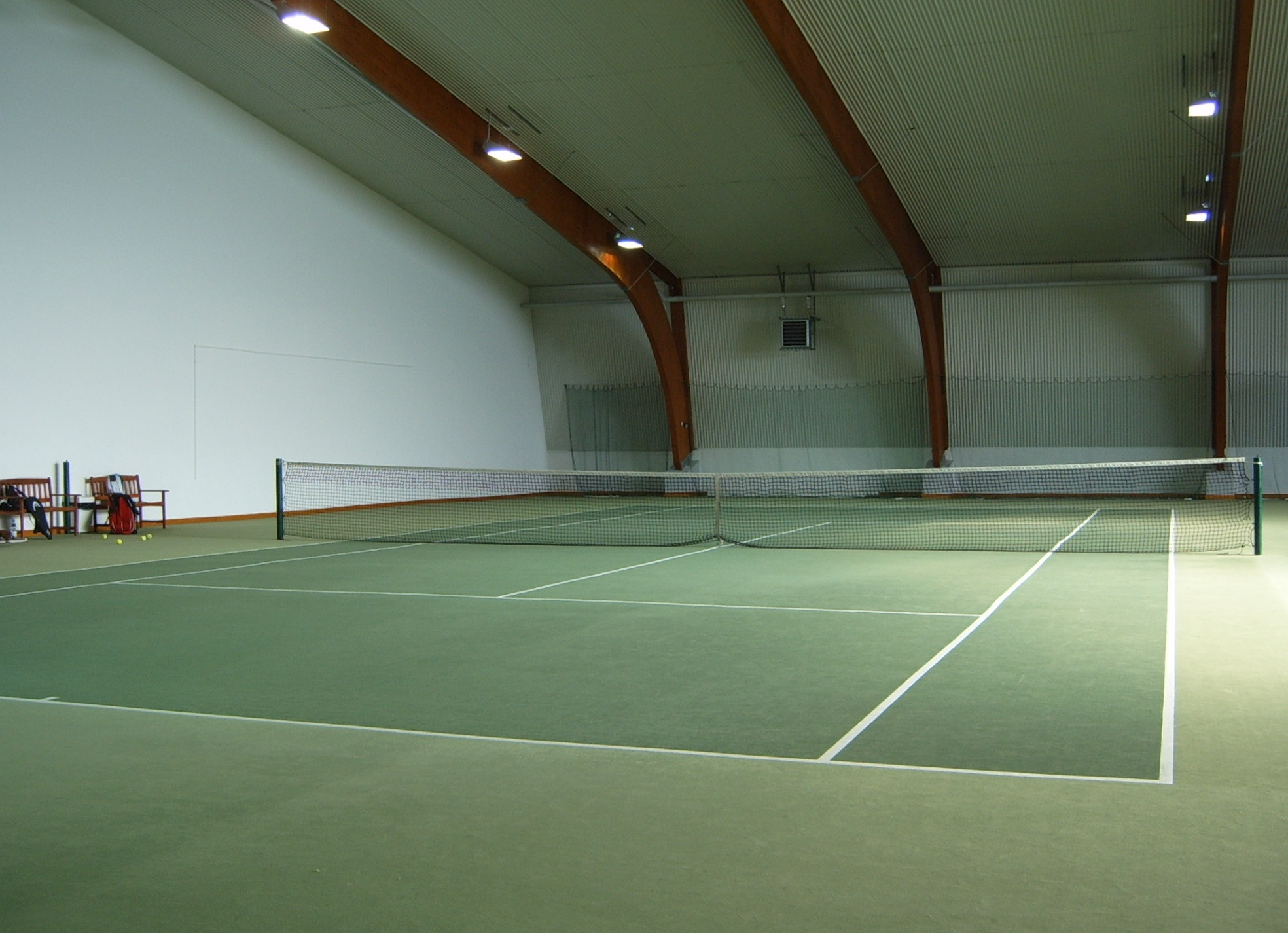
Teppichplatz

Ein Teppichplatz ist ein Tennisplatz, dessen Belag aus einem Teppichboden besteht. Dieser ist nur für den Innenbereich geeignet. Der Ball springt auf einem Teppich sehr schnell ab. Von Vorteil ist das gleichmäßige Absprungverhalten, womit man sich gut auf den Bodenbelag einstellen kann.

## Nutzung
Teppichplätze werden oft in Tennishallen verlegt, die insbesondere im Freizeittennis beliebt sind. Sie wurden in Veranstaltungsorten verwendet, die normalerweise nicht für Tennis oder andere Sportarten genutzt werden, wie beispielsweise in der Royal Albert Hall in London.

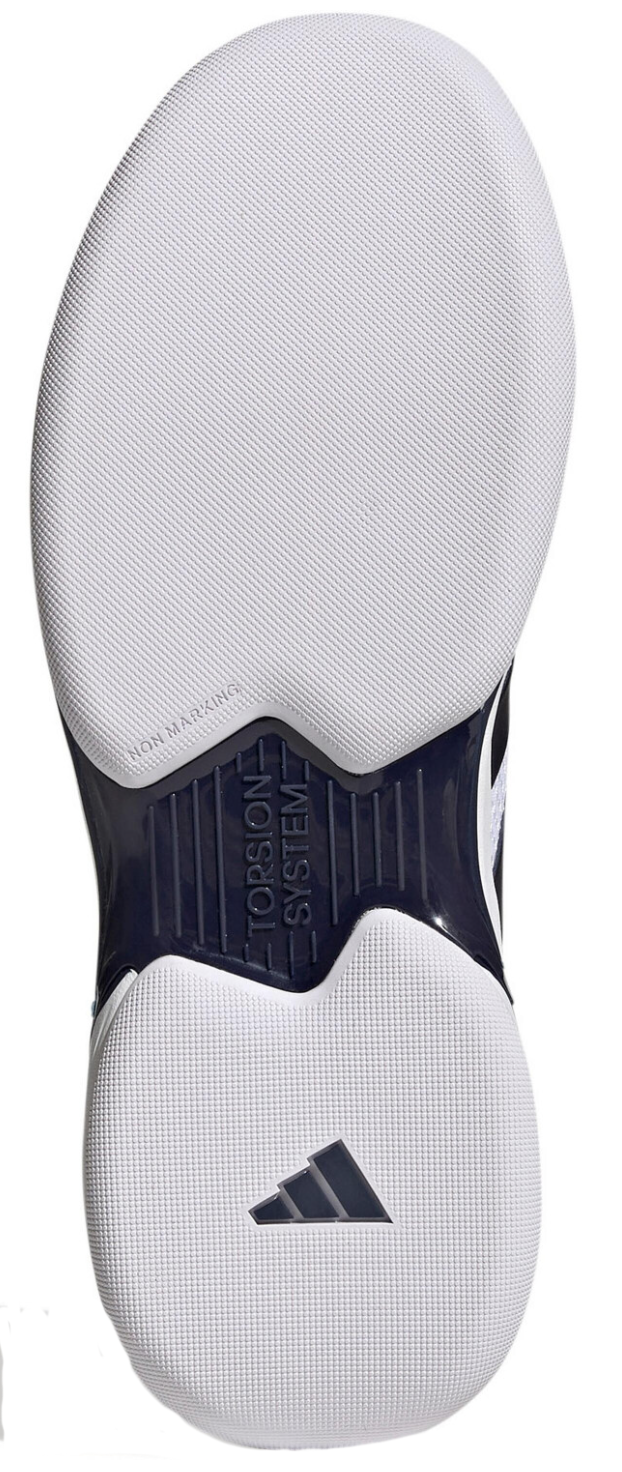
Hallenschuh mit glatter Sohle

Erstmals wurde 1968 bei den U.S. Pro Indoor Teppichboden bei einem professionellen Turnier eingesetzt. Die Turniere ATP Finals, WCT Finals, ECC Antwerpen, Kremlin Cup, Paris Masters und Zagreb Indoors wurden einst alle auf Teppich ausgetragen. Der Einsatz von Teppichplätzen wurde bei ATP-Tour-Wettbewerben 2009 eingestellt. Im Damentennis wurden seit der letzten Ausgabe des WTA-Québec-Turniers im Jahr 2018 bei keinem WTA-Tour-Turnier Teppichplätze mehr genutzt. Turniere mit Teppichplätzen gibt es bis noch heute auf der ATP Challenger Tour, den WTA Challenger Series und der ITF Women’s World Tennis Tour.
Zur Schonung des Teppichbelags, aber auch für eine (begrenzte) Rutschfähigkeit des Tennisspielers werden Tennisschuhe mit glatter Sohle verwendet.

## Aufbau
Ein Teppichplatz besteht aus einer textilen Oberfläche aus Nylon- oder Gummimatten, die auf einem Betonuntergrund ausgelegt und mit diesem verklebt wird. Der Belag wurde nach den verschiedenen Arten zunächst als Sportsface, später als GreenSet, Supreme oder Taraflex bezeichnet.
Die International Tennis Federation (ITF) beschreibt die Oberfläche als „textiles oder polymeres Material, das in Rollen oder Bahnen als fertiges Produkt geliefert wird“. Es ist nach Rasenplätzen einer der schnellsten Platztypen. Es gibt Teppichhallen, in denen nur eine dünne Schicht über einem Betonboden verbaut ist. Diese Plätze sind nicht besonders gelenkschonend. Besser für die Gelenke und den Spielfluss sind Teppichhallen mit Schwingboden. Es werden Teppichbeläge mit verschiedenen Eigenschaften eingesetzt, so wird zwischen dem klassische Glattvelours, Grobfaservelours als textiler Hardcourt und elastischem Hardcourt auf Polyurethan-Basis unterschieden. Wichtig sind eine hohe Noppenzahl mit bis zu 300.000 Noppen/m², ein grobes Garn mit bis zu 200 dtex/Filament. Es kann auch Granulat eingestreut werden.

## Die besten Tennisspieler auf Teppich
In der Open Era waren die erfolgreichsten Spieler auf Teppichboden John McEnroe, Ivan Lendl, Boris Becker, Jimmy Connors, Pete Sampras, Björn Borg, Arthur Ashe, Goran Ivanišević, Rod Laver und Jewgeni Kafelnikow.